# 3223 Forsius
A 3223 Forsius (ideiglenes jelöléssel 1942 RN) a Naprendszer kisbolygóövében található aszteroida. Yrjö Väisälä fedezte fel 1942. szeptember 7-én.